# Cerasinops hodgskissi
Il cerasinope (Cerasinops hodgskissi) è un dinosauro erbivoro appartenente ai ceratopsi, o dinosauri cornuti. Visse nel Cretaceo superiore (Campaniano, circa 75 milioni di anni fa) e i suoi resti fossili sono stati ritrovati in Nordamerica (Montana).

## Classificazione
Questo dinosauro è conosciuto grazie a uno scheletro quasi completo, comprendente quasi l'80% delle ossa dell'animale. È stato descritto per la prima volta nel 2007 da Brenda Chinnery e Jack Horner, che lo hanno classificato come un rappresentante dei leptoceratopsidi, una famiglia di ceratopsi di piccole dimensioni e sprovvisti di corna. Lo studio del 2007 attribuisce variamente Cerasinops ai leptoceratopsidi o, più in generale, ai neoceratopsi, affermando che questo dinosauro occupa una posizione basale all'interno di quest'ultimo gruppo. 
I denti di Cerasinops sono simili a quelli di alcuni ceratopsi primitivi dell'Asia, mentre le fauci in generale ricordano più i leptoceratopsidi nordamericani.
Il nome deriva dal greco e significa "faccia cornuta minore", date le piccole dimensioni dell'animale (non superava i due metri di lunghezza).